# Zjednoczenie Przemysłu Gumowego „Stomil”
Zjednoczenie Przemysłu Gumowego „Stomil” – organ zarządzania branżą w PRL w latach 1958-1982, z siedzibą w Łodzi.
Koordynowana branża, podbranża bądź grupa wyrobów:
- ogumienie środków transportu, maszyn i urządzeń
- bieżnikowanie opon
- wyroby techniczne gumowe i ebonitowe
- taśmy przenośnikowe, pasy pędne i inne
- obuwie gumowe
- wyroby gumowe medyczne i sanitarne
- sprzęt żeglarski i pływacki – gumowy
- wyroby gumowe toaletowe i dla gospodarstwa domowego

## Jednostki organizacyjne zjednoczenia
- Bełchatowskie Zakłady Przemysłu Gumowego „Stomil”, obecnie Sempertrans Bełchatów S.A.
- Bydgoskie Zakłady Przemysłu Gumowego „Stomil”, obecnie Bydgoskie Zakłady Przemysłu Gumowego „Stomil” S.A.
- Dębickie Zakłady Opon Samochodowych „Stomil”, obecnie Firma Oponiarska Dębica S.A.
- Fabryka Wyrobów Gumowych „Podgórzyn”, obecnie Mitex Polska Sp. z o.o.
- Gliwickie Zakłady Chemiczne o.o. „Carbochem”, w upadłości
- Grudziądzkie Zakłady Przemysłu Gumowego „Stomil”, obecnie Grudziądzkie Zakłady Przemysłu Gumowego „Stomil” S.A.
- Instytut Przemysłu Gumowego „Stomil”, Piastów, obecnie Instytut Inżynierii Materiałów Polimerowych i Barwników, Oddział Zamiejscowy Elastomerów i Technologii Gumy
- Krakowskie Zakłady Przemysłu Gumowego „Stomil”, zlikwidowane w 2006
- Łódzkie Zakłady Przemysłu Gumowego „Stomil”, obecnie Fagum-Stomil S.A.
- Olsztyńskie Zakłady Opon Samochodowych „Stomil”, obecnie Michelin Polska S.A.
- Ośrodek Badawczo-Rozwojowy Przemysłu Oponiarskiego „Stomil”, Poznań, obecnie Ośrodek Badawczo-Rozwojowy Przemysłu Oponiarskiego „Stomil” Sp. z o.o.
- Piastowskie Zakłady Przemysłu Gumowego „Stomil”, obecnie Piastowskie Zakłady Przemysłu Gumowego „Stomil” Sp. z o.o.
- Poznańskie Zakłady Opon Samochodowych „Stomil”, obecnie Stomil-Poznań S.A.
- Przedsiębiorstwo Obrotu Artykułami Przemysłu Gumowego „Stomil”, Łódź, od 1989 Inter Stomil Sp. z o.o.
- Przedsiębiorstwo Projektowania i Realizacji Inwestycji Przemysłu Gumowego „Budoprojekt-Stomil”, Piastów, zlikwidowane
- Sanockie Zakłady Przemysłu Gumowego „Stomil”, obecnie Sanok Rubber Company S.A.
- Warszawskie Zakłady Przemysłu Gumowego „Stomil”? Obecnie Osiedle Gocławska
- Wolbromskie Zakłady Przemysłu Gumowego „Stomil”, zlikwidowane w 1992, obecnie m.in. Fabryka Taśm Transporterowych Wolbrom S.A.
- Zakłady Galanteryjne Przemysłu Gumowego „Stomil-Galbut”, Łódź, zlikwidowane w 2005
- Zakłady Metalowe Przemysłu Gumowego „Stomil”, Środa Wlkp., przeniesione w 2007 r. do Nekli, obecnie „ALLIGATOR Polska”
- Zakłady Tkanin Technicznych „Stomil”, Zawiercie, zlikwidowane w 2003